# Hydrophilus palpalis
Hydrophilus palpalis es una especie de escarabajo acuático del género Hydrophilus, familia Hydrophilidae. Fue descrita científicamente por Brullé en 1836.
Se distribuye por Brasil, Paraguay, Uruguay, Venezuela, Argentina y Chile.

## Descripción
Esta especie tiene un cuerpo ovalado y moderadamente convexo. El color básico del cuerpo es marrón oscuro o negro. Las antenas son de 9 segmentos. Prosternum está bien desarrollado, dividido en dos lóbulos. Los fémures posteriores son glabros.

Estos escarabajos están adaptados para la vida acuática. Las larvas de primera etapa y los adultos son excelentes nadadores. Los adultos son principalmente vegetarianos mientras que las larvas son carnívoras y tienen preferencia por los moluscos.